# Танцювальність
Танцюва́льність — міра придатності музики для танцю Залежить від темпу і рівномірності доль.

## Приклади
Деякі пісні що очолювали рейтинг Billboard Hot 100 і мають найбільшу танцювальність:
1. Give It To Me — Timbaland
2. SexyBack — Justin Timberlake
3. Hot In Herre — Nelly
4. Ice Ice Baby — Vanilla Ice
5. Pop Muzik — M
6. Another One Bites The Dust — Queen
7. Funkytown — Lipps, Inc.
8. Can’t Nobody Hold Me Down — Puff Daddy
9. Baby Got Back — Sir Mix-A-Lot
10. Billie Jean — Michael Jackson

## Історія
Поняття запропоноване Д.Кабалевським (рос. танцевальность) для позначення сукупності характерних музичних ознак танцю в навчальній програмі «Музика» для загальноосвітньої школи[джерело?].

## Зноски
1. ↑  Get Audio Features for a Track | Spotify for Developers. Архів оригіналу за 18 квітня 2020. Процитовано 23 квітня 2020. [Архівовано 18 квітня 2020 у Wayback Machine.]
2. 1 2  Dan Kopf. These are the most danceable number one hits, according to computer science. Quartz. Процитовано 23 квітня 2020.
3. ↑  Музыкальное образование в современном культурном пространстве: Сборник научных трудов по материалам Международной научно-практической конференции «Д. Б. Кабалевский — композитор, учёный, педагог» (5-6 декабря — г. Пермь, 11-12 декабря 2014 года — г. Москва). М., 2015 (PDF). Архів оригіналу (PDF) за 18 березня 2022. Процитовано 24 травня 2021. [Архівовано 2022-03-18 у Wayback Machine.]